# Muhammad Isa Ahmad
Muhammad Isa Ahmad (ur. 23 lutego 1998 w Singapurze) – brunejski pływak specjalizujący się w stylu klasycznym, wielokrotny uczestnik mistrzostw świata. Olimpijczyk z Tokio.

## Przebieg kariery
Brunejczyk rozpoczął karierę pływacką w 2012 roku, startując w zawodach Pucharu Świata w pływaniu, które zostały rozegrane w Singapurze. W tym samym roku wystartował także w rozgrywanych w Stambule mistrzostwach świata w pływaniu na krótkim basenie. Nie osiągnął tam żadnych sukcesów, w konkurencji pływackiej na dystansie 50 metrów stylem klasycznym był dopiero na 73. pozycji, a w konkurencji na dystansie 100 metrów tym samym stylem został zdyskwalifikowany.
W 2013 roku wziął udział w zawodach SEA Age Group, na nich wywalczył dwa złote medale, w konkurencjach sztafety 4x100 m stylem dowolnym oraz sztafety 4x100 m stylem zmiennym. Tego samego roku zaliczył debiut na mistrzostwach świata w pływaniu na długim basenie, ale nie zdołał osiągnąć większych sukcesów. W konkurencji 50 m st. klasycznym zajął 66. pozycję, a w konkurencji 100 m tym samym stylem zajął 68. pozycję.
W 2021 roku reprezentował Brunei na letnich igrzyskach olimpijskich w Tokio. W ramach igrzysk, wziął udział w konkursie pływackim na 100 metrów stylem klasycznym. Uzyskał on wynik 1:08,65, co dało mu ostatnią, 47. pozycję.

## Rekordy życiowe
stan na 8 sierpnia 2021
| Konkurencja             | Data              | Miejsce             | Rezultat   |
| Basen 50 m              | Basen 50 m        | Basen 50 m          | Basen 50 m |
| ----------------------- | ----------------- | ------------------- | ---------- |
| 50 m stylem klasycznym  | 8 grudnia 2019    | New Clark City      | 0:29,87    |
| 100 m stylem klasycznym | 21 kwietnia 2019  | Bandar Seri Begawan | 1:06,40    |
| 200 m stylem klasycznym | 13 września 2019  | Bandar Seri Begawan | 2:28,12    |
| 50 m stylem motylkowym  | 28 sierpnia 2015  | Singapur            | 0:27,72    |
| 200 m stylem zmiennym   | 13 września 2019  | Bandar Seri Begawan | 2:17,86    |
| Basen 25 m              |                   |                     |            |
| 50 m stylem klasycznym  | 15 grudnia 2018   | Hangzhou            | 0:29,65    |
| 100 m stylem klasycznym | 11 grudnia 2018   | Hangzhou            | 1:04,45    |
| 200 m stylem klasycznym | 10 listopada 2012 | Singapur            | 2:30,49    |